# Канкуен
Канкуен (ісп. Cancuén) — руїни міста цивілізації мая в департаменті Петен (Гватемала). Назва перекладається як «Земля змій».

## Історія
У давнину називався Йак-К'ан. Стосовно появи перших поселень тут ще ведуться дискусії і продовжуються дослідження. Втім відомо, що на початку IV століття сформувалася власна держава — царство Йахк'інахк. Вона стає однією з важливих держав мая вже на початку V ст., посилившися за час володарювання ахава Тах-Йаль-Чан-К'ініча, який згадується в написах на стелах, виявлених в Трес-Іслас.
Історія Канкуена наприкінці V — першій половині VII століть поки що невідома. Втім, на думку вчених, цей час є період послаблення впливу Йак-К'ана. З середини VII ст. він став предметом боротьби між володарями великих царств — Канульського і Мутульського. У цій боротьбі переміг Кануль: у 656 році ахав К'ііб-Ахав визнав його зверхність. У 670-х роках за наступного правителя — Чан-Ак-Ві' — зберіг вірність Канульській державі.
У VIII ст. Канкуен потрапив у залежність від царів Мутуля з Дос-Пілас (Південне Мутульське царство). Третій цар Дос-Пілас, насамперед відомий під своїм військовим титулом «Пан К'ін-Балама», одружився з царівною з Канкуена Іш-Шок-К'авіль, що суттєво зміцнило становище династії Йак-К'ана в Петені.
Розквіт міста і царства припав на 2-у половину VIII ст., під час володарювання Тахаль-Чан-Ака. За його правління у середині 790-х років відбулося приєднання царства Мачакіли. До Канкуена повернулася домінуюча роль у Південному Петені після занепаду Дос-Пілас у 761 році. Економічному піднесенню сприяло з одного боку вигідне розташування для торговельних шляхів, з іншого розробка цінних копалень — нефриту і піриту.
Втім вже за нащадка Тахаль-Чан-Ака сталася політична криза. Близько 800 року відбувся заколот, в результаті чого царську родину та представників знаті (загалом 30 осіб) на чолі із ахавом Кан-Маашем, сином Тахаль-Чан-Ака, було страчено. Їх рештки знайдено біля основи центральної піраміди.
За версією вчених, тут відбулися процеси загальні для більшості царств мая кінця класичного періоду, які або загинули, або владу перебрали загарбники (чи якийсь знатний рід за допомогою загарбників). На думку значної кількості дослідників ініціатором був представник династії Дос-Пілас, який втік звідти після його знищення. У такому вигляді держава Йак-К'ан проіснувала до середини X ст., коли повністю припинило своє існування внаслідок розгрому. За однією версією — військами Мачакіли (відділилося у 800 році) та Сейбаля, за іншою — племенами з Центральної Мексики.

## Опис
Розташована у південній частині Саяксче департаменту Петен, в басейні річки Пасьйон, де вона стає судноплавною після перетину нагір'я. В архітектурі представлено будівлі докласичного і пізньокласичного періодів.
Особливістю є повна відсутність пірамід. Це пояснюється наявністю поблизу від Канкуена значної кількості карстових пагорбів, що віддалено нагадують піраміди. Тому, на думку стародавніх мая, не можливо щось створити краще, ніж це вже зробили боги. разом з тим серед руїни виявлені храми характерної трикутної форми.
На території цієї археологічної пам'ятки виявлено найбільший палац серед міст мая. Він має площу 7,8 км2, складається з 12 дворів, в яких знайдено 200 кімнат. За своєю структурою і формою нагадує лабіринт. Заввишки він був близько 6 м, товщина стін становила 1,8 м загалом мав 3 поверхи. Тут також виявлено ієрогліфічні сходи, численні стели. За оцінками археологів його зведено між 760 та 790 роками н. е.
Місто оточували потужні захисні мури. Їх було зведено у пізньокласичний період.
Зі скульптур інтерес представляють 2 маркери майданчику для гри у м'яч. На першому представлена партія, зіграна 15 вересня 795 року з нагоди закінчення п'ятирічного календарного циклу. Написи на другому маркері на думку канадського епіграфісти Марка Зендера дозволяють зрозуміти взаємини Канкуена і Мачакіли.
На помірної довжини кам'яній панелі вагою 45 кг, виявленій також на майданчику, зображено царя Тахаль-Чан-Ака, перед яким стоять уклінні сановники, одного з яких названо сахалєм.
Скульптура також представлена дрібним пластиком з глини, каменю та коштовного каміння. Тут знайдено чудові зразки зооморфних та антропоморфним керамічних виробів, витворів з нефриту. загалом тут виявлено 4000 шматочків з нефриту, тому вважається, що Канкуен був одним з центрів його обробки та поширення серед низовинних міст мая.
Більшість кераміки відноситься до періоду «тепеу 2». За стилем схожа на кераміку Копана і Кіріґуа.

## Історія досліджень
У 1905 році Канкуен було виявлено австрійським дослідником Теобертом Малером. У 1909 році віднесено до розряду другорядних пам'яток. У 1914 році тут проводила роботи експедиція музею Пібоді Гарвардського університету на чолі із Р. Мервіном та К. Уішопом. У 1915 році були проведені нетривалі пошуки на чолі із Сильваніусом Морлі.
Тривалий час тут не проводилися археологічні дослідження. У результаті місто було розграбовано. Значна кількість монументів з написами виявилася у приватних колекціях. Лише у 1967 році проведені археологічні розкопки фахівцями Гарвардського університету (США).
Значні дослідницькі роботи розпочалися у 1997 році за участю археологів з університету Вандербільта (США) під керівництвом Артура Демарест, фахівців з університету дель Вальє (Гватемала) і Міністерства культури Гватемали. Епіграфічну частина проекту здійснює гватемальський дослідник Федеріко Фасен.

## Випадок з маркером стадіону
У жовтні 2001 року після сильного дощу син глави банди грабіжників руїн виявив на стадіоні для гри в м'яч новий маркер. Грабіжники завантажили пам'ятник на човен і вивезли в свій табір. Після цього на чорному ринку з'явилися його фотографії. Місцеві наркоторговці запропонували за монумент 4000 доларів, але грабіжники розраховували на більше.
У грудні 2002 року банда розкололася. Четверо грабіжників вкрали маркер, перевезли на інший берег річки і закопали. Друга група напала на їхній слід і після запеклої перестрілки повернула пам'ятник.
Взимку 2003 року озброєні автоматами бойовики одного з місцевих наркоділків напали на село в пошуках маркера. Після цього селяни звернулися за допомогою до археологів. У квітні того ж року гватемальські правоохоронні органи організували рейд і захопили ватажка грабіжників і його помічника. Проте маркер було продано торговцю старожитностями, який відвіз його в інше місто. Фотографії були передані Інтерполу і владі Белізу, щоб запобігти його подальшому продажу. Заарештований поліцією останній власник пам'ятника повідомив, що продав його ділеру в Мельчор-де-Менкос на кордоні з Белізом. Маркер виявився занадто небезпечним товаром і за чутками торговці старожитностями повернули його в Канкуен, де заховали в надії на те, що галас стихне. У вересні-жовтні 2003 року ще кілька грабіжників були арештовані й новий пам'ятник культури мая було врятовано. Зараз він знаходиться в Національному музеї археології в Гватемалі.